# Wilfried Singo
Wilfried Stephane Singo (Ouragahio, 25 dicembre 2000) è un calciatore ivoriano, difensore del Monaco e della nazionale ivoriana, con la quale ha vinto la Coppa d'Africa nel 2024.

## Caratteristiche tecniche
È un terzino destro oppure esterno destro di centrocampo dalle spiccate doti atletiche, in particolare forza fisica e velocità. È un giocatore molto dinamico e caparbio, in grado sia di partecipare alla manovra offensiva sia di ripiegare in difesa per recuperare palla. In possesso di una discreta tecnica individuale, ha un buon fiuto per il gol grazie alla sua abilità negli inserimenti e nello stacco aereo, dove è in grado di primeggiare grazie alla sua altezza.

## Carriera

### Club

#### Gli inizi
Cresce nel settore giovanile del As Denguélé in Costa d'Avorio, iniziando la sua carriera come difensore centrale.

#### Torino
Singo firma un contratto con il Torino nel gennaio del 2019. Durante la sua esperienza nei campionati giovanili italiani, l'allenatore Federico Coppitelli lo fa giocare come terzino, quello che diventerà poi il suo ruolo naturale. L'esordio tra i professionisti è datato 1 agosto 2019 nel match di Europa League contro il Debrecen vinta 4-1 in Ungheria. Esordisce invece in Serie A il 27 giugno del 2020 contro il Cagliari nella sconfitta per 4-2 alla Sardegna Arena. Gioca la prima partita da titolare alla penultima di campionato, in casa contro la Roma, segnando anche il suo primo gol.

#### Monaco
Il 17 agosto 2023,  dopo aver collezionato 109 presenze, 7 gol e 10 assist con il Torino, viene ceduto per 10 milioni di euro al Monaco, in Ligue 1, con cui firma un contratto quinquennale.

### Nazionale
Ha esordito con la nazionale ivoriana under-20 nella qualificazione alla Coppa delle Nazioni Africane Under-20 2019 nel 2018.
Il 20 maggio 2021 riceve la sua prima convocazione in nazionale maggiore, con cui esordisce il 5 giugno nell'amichevole vinta 2-1 contro il Burkina Faso.
Il 2 luglio 2021 riceve la convocazione in nazionale olimpica per partecipare alle Olimpiadi di Tokyo, con cui esordisce il 22 luglio nella vittoria contro l'Arabia Saudita. Successivamente gioca anche nei pareggi con il Brasile e con la Germania. Il 31 luglio, nei quarti del torneo olimpico, contro la Spagna perde 5-2 dopo i tempi supplementari.

## Statistiche

### Presenze e reti nei club
Statistiche aggiornate al 20 luglio 2024.
| Stagione        | Squadra         | Campionato      | Campionato | Campionato | Coppe nazionali | Coppe nazionali | Coppe nazionali | Coppe continentali | Coppe continentali | Coppe continentali | Altre coppe | Altre coppe | Altre coppe | Totale | Totale | Totale |
| Stagione        | Squadra         | Comp            | Pres       | Reti       | Comp            | Pres            | Reti            | Comp               | Pres               | Reti               | Comp        | Pres        | Reti        | Pres   | Reti   |        |
| --------------- | --------------- | --------------- | ---------- | ---------- | --------------- | --------------- | --------------- | ------------------ | ------------------ | ------------------ | ----------- | ----------- | ----------- | ------ | ------ | ------ |
| 2019-2020       | Torino          | A               | 4          | 1          | CI              | 0               | 0               | UEL                | 3                  | 0                  | -           | -           | -           | 7      | 1      |        |
| 2020-2021       | Torino          | A               | 28         | 1          | CI              | 2               | 0               | -                  | -                  | -                  | -           | -           | -           | 30     | 1      |        |
| 2021-2022       | Torino          | A               | 35         | 3          | CI              | 1               | 0               | -                  | -                  | -                  | -           | -           | -           | 36     | 3      |        |
| 2022-2023       | Torino          | A               | 31         | 2          | CI              | 4               | 0               | -                  | -                  | -                  | -           | -           | -           | 35     | 2      |        |
| ago. 2023       | Torino          | A               | 0          | 0          | CI              | 1               | 0               | -                  | -                  | -                  | -           | -           | -           | 1      | 0      |        |
| Totale Torino   | Totale Torino   | Totale Torino   | 98         | 7          |                 | 8               | 0               |                    | 3                  | 0                  |             | -           | -           | 109    | 7      |        |
| ago. 2023-2024  | Monaco          | L1              | 25         | 1          | CF              | 0               | 0               | -                  | -                  | -                  | -           | -           | -           | 25     | 1      |        |
| 2024-2025       | Monaco          | L1              | 16         | 1          | CF              | 2               | 0               | UCL                | 5                  | 2                  | -           | -           | -           | 23     | 3      |        |
| Totale Monaco   | Totale Monaco   | Totale Monaco   | 41         | 2          |                 | 2               | 0               |                    | 5                  | 2                  |             | -           | -           | 48     | 4      |        |
| Totale carriera | Totale carriera | Totale carriera | 139        | 9          |                 | 10              | 0               |                    | 8                  | 2                  |             | -           | -           | 157    | 11     |        |

### Cronologia presenze e reti in nazionale
| Cronologia completa delle presenze e delle reti in nazionale ― Costa d'Avorio | Cronologia completa delle presenze e delle reti in nazionale ― Costa d'Avorio | Cronologia completa delle presenze e delle reti in nazionale ― Costa d'Avorio | Cronologia completa delle presenze e delle reti in nazionale ― Costa d'Avorio | Cronologia completa delle presenze e delle reti in nazionale ― Costa d'Avorio | Cronologia completa delle presenze e delle reti in nazionale ― Costa d'Avorio | Cronologia completa delle presenze e delle reti in nazionale ― Costa d'Avorio | Cronologia completa delle presenze e delle reti in nazionale ― Costa d'Avorio |
| Data                                                                          | Città                                                                         | In casa                                                                       | Risultato                                                                     | Ospiti                                                                        | Competizione                                                                  | Reti                                                                          | Note                                                                          |
| ----------------------------------------------------------------------------- | ----------------------------------------------------------------------------- | ----------------------------------------------------------------------------- | ----------------------------------------------------------------------------- | ----------------------------------------------------------------------------- | ----------------------------------------------------------------------------- | ----------------------------------------------------------------------------- | ----------------------------------------------------------------------------- |
| 5-6-2021                                                                      | Abidjan                                                                       | Costa d'Avorio                                                                | 2 – 1                                                                         | Burkina Faso                                                                  | Amichevole                                                                    | -                                                                             | 90’                                                                           |
| 12-6-2021                                                                     | Cape Coast                                                                    | Ghana                                                                         | 0 – 0                                                                         | Costa d'Avorio                                                                | Amichevole                                                                    | -                                                                             | 73’                                                                           |
| 24-9-2022                                                                     | Le Petit-Quevilly                                                             | Costa d'Avorio                                                                | 2 – 1                                                                         | Togo                                                                          | Amichevole                                                                    | -                                                                             | 62’                                                                           |
| 27-9-2022                                                                     | Amiens                                                                        | Costa d'Avorio                                                                | 3 – 1                                                                         | Guinea                                                                        | Amichevole                                                                    | -                                                                             | 61’                                                                           |
| 16-11-2022                                                                    | Marrakech                                                                     | Costa d'Avorio                                                                | 4 – 0                                                                         | Burundi                                                                       | Amichevole                                                                    | -                                                                             |                                                                               |
| 24-3-2023                                                                     | Bouaké                                                                        | Costa d'Avorio                                                                | 3 – 1                                                                         | Comore                                                                        | Qual. Coppa d'Africa 2023                                                     | -                                                                             | 46’                                                                           |
| 28-3-2023                                                                     | Moroni                                                                        | Comore                                                                        | 0 – 2                                                                         | Costa d'Avorio                                                                | Qual. Coppa d'Africa 2023                                                     | -                                                                             | 88’                                                                           |
| 12-9-2023                                                                     | Abidjan                                                                       | Costa d'Avorio                                                                | 0 – 0                                                                         | Mali                                                                          | Amichevole                                                                    | -                                                                             |                                                                               |
| 14-10-2023                                                                    | Abidjan                                                                       | Costa d'Avorio                                                                | 1 – 1                                                                         | Marocco                                                                       | Amichevole                                                                    | -                                                                             |                                                                               |
| 17-10-2023                                                                    | Abidjan                                                                       | Costa d'Avorio                                                                | 1 – 1                                                                         | Sudafrica                                                                     | Amichevole                                                                    | -                                                                             |                                                                               |
| 20-11-2023                                                                    | Dar es Salaam                                                                 | Gambia                                                                        | 0 – 2                                                                         | Costa d'Avorio                                                                | Qual. Mondiali 2026                                                           | -                                                                             | 89’                                                                           |
| 6-1-2024                                                                      | San-Pédro                                                                     | Costa d'Avorio                                                                | 5 – 1                                                                         | Sierra Leone                                                                  | Amichevole                                                                    | -                                                                             | 64’                                                                           |
| 13-1-2024                                                                     | Abidjan                                                                       | Costa d'Avorio                                                                | 2 – 0                                                                         | Guinea-Bissau                                                                 | Coppa d'Africa 2023 - 1º turno                                                | -                                                                             | 46’                                                                           |
| 18-1-2024                                                                     | Abidjan                                                                       | Costa d'Avorio                                                                | 0 – 1                                                                         | Nigeria                                                                       | Coppa d'Africa 2023 - 1º turno                                                | -                                                                             | 67’                                                                           |
| 22-1-2024                                                                     | Abidjan                                                                       | Guinea Equatoriale                                                            | 4 – 0                                                                         | Costa d'Avorio                                                                | Coppa d'Africa 2023 - 1º turno                                                | -                                                                             |                                                                               |
| 29-1-2024                                                                     | Yamoussoukro                                                                  | Senegal                                                                       | 1 – 1 dts (4 – 5 dtr)                                                         | Costa d'Avorio                                                                | Coppa d'Africa 2023 - Ottavi di finale                                        | -                                                                             | 116’                                                                          |
| 3-2-2024                                                                      | Bouaké                                                                        | Mali                                                                          | 1 – 2 dts                                                                     | Costa d'Avorio                                                                | Coppa d'Africa 2023 - Quarti di finale                                        | -                                                                             | 45+3’                                                                         |
| 7-2-2024                                                                      | Abidjan                                                                       | Costa d'Avorio                                                                | 1 – 0                                                                         | RD del Congo                                                                  | Coppa d'Africa 2023 - Semifinale                                              | -                                                                             |                                                                               |
| 11-2-2024                                                                     | Abidjan                                                                       | Costa d'Avorio                                                                | 2 – 1                                                                         | Nigeria                                                                       | Coppa d'Africa 2023 - Finale                                                  | -                                                                             | 70’                                                                           |
| 23-3-2024                                                                     | Amiens                                                                        | Costa d'Avorio                                                                | 2 – 2                                                                         | Benin                                                                         | Amichevole                                                                    | -                                                                             | 63’                                                                           |
| 26-3-2024                                                                     | Lens                                                                          | Costa d'Avorio                                                                | 2 – 1                                                                         | Uruguay                                                                       | Amichevole                                                                    | -                                                                             |                                                                               |
| 7-6-2024                                                                      | Korhogo                                                                       | Costa d'Avorio                                                                | 1 – 0                                                                         | Gabon                                                                         | Qual. Mondiali 2026                                                           | -                                                                             |                                                                               |
| 11-6-2024                                                                     | Lilongwe                                                                      | Kenya                                                                         | 0 – 0                                                                         | Costa d'Avorio                                                                | Qual. Mondiali 2026                                                           | -                                                                             |                                                                               |
| 6-9-2024                                                                      | Bouaké                                                                        | Costa d'Avorio                                                                | 2 – 0                                                                         | Zambia                                                                        | Qual. Coppa d'Africa 2025                                                     | -                                                                             | 71’                                                                           |
| 10-9-2024                                                                     | Yaoundé                                                                       | Ciad                                                                          | 0 – 2                                                                         | Costa d'Avorio                                                                | Qual. Coppa d'Africa 2025                                                     | -                                                                             | 22’                                                                           |
| 11-10-2024                                                                    | San-Pédro                                                                     | Costa d'Avorio                                                                | 4 – 1                                                                         | Sierra Leone                                                                  | Qual. Coppa d'Africa 2025                                                     | -                                                                             |                                                                               |
| 15-10-2024                                                                    | Monrovia                                                                      | Sierra Leone                                                                  | 1 – 0                                                                         | Costa d'Avorio                                                                | Qual. Coppa d'Africa 2025                                                     | -                                                                             | 87’                                                                           |
| 15-11-2024                                                                    | Ndola                                                                         | Zambia                                                                        | 1 – 0                                                                         | Costa d'Avorio                                                                | Qual. Coppa d'Africa 2025                                                     | -                                                                             |                                                                               |
| 21-3-2025                                                                     | Meknès                                                                        | Burundi                                                                       | 0 – 1                                                                         | Costa d'Avorio                                                                | Qual. Mondiali 2026                                                           | -                                                                             |                                                                               |
| 24-3-2025                                                                     | Abidjan                                                                       | Costa d'Avorio                                                                | 1 – 0                                                                         | Gambia                                                                        | Qual. Mondiali 2026                                                           | -                                                                             |                                                                               |
| 10-6-2025                                                                     | Toronto                                                                       | Canada                                                                        | 0 – 0 (4 – 5 dtr)                                                             | Costa d'Avorio                                                                | Amichevole                                                                    | -                                                                             | 89’                                                                           |
| Totale                                                                        |                                                                               | Presenze                                                                      | 31                                                                            |                                                                               | Reti                                                                          | 0                                                                             |                                                                               |

| Cronologia completa delle presenze e delle reti in nazionale ― Costa d'Avorio olimpica | Cronologia completa delle presenze e delle reti in nazionale ― Costa d'Avorio olimpica | Cronologia completa delle presenze e delle reti in nazionale ― Costa d'Avorio olimpica | Cronologia completa delle presenze e delle reti in nazionale ― Costa d'Avorio olimpica | Cronologia completa delle presenze e delle reti in nazionale ― Costa d'Avorio olimpica | Cronologia completa delle presenze e delle reti in nazionale ― Costa d'Avorio olimpica | Cronologia completa delle presenze e delle reti in nazionale ― Costa d'Avorio olimpica | Cronologia completa delle presenze e delle reti in nazionale ― Costa d'Avorio olimpica |
| Data                                                                                   | Città                                                                                  | In casa                                                                                | Risultato                                                                              | Ospiti                                                                                 | Competizione                                                                           | Reti                                                                                   | Note                                                                                   |
| -------------------------------------------------------------------------------------- | -------------------------------------------------------------------------------------- | -------------------------------------------------------------------------------------- | -------------------------------------------------------------------------------------- | -------------------------------------------------------------------------------------- | -------------------------------------------------------------------------------------- | -------------------------------------------------------------------------------------- | -------------------------------------------------------------------------------------- |
| 22-7-2021                                                                              | Yokohama                                                                               | Costa d'Avorio olimpica                                                                | 2 – 1                                                                                  | Arabia Saudita olimpica                                                                | Olimpiadi 2020 - 1º turno                                                              | -                                                                                      |                                                                                        |
| 25-7-2021                                                                              | Yokohama                                                                               | Brasile olimpica                                                                       | 0 – 0                                                                                  | Costa d'Avorio olimpica                                                                | Olimpiadi 2020 - 1º turno                                                              | -                                                                                      |                                                                                        |
| 28-7-2021                                                                              | Rifu                                                                                   | Germania olimpica                                                                      | 0 – 0                                                                                  | Costa d'Avorio olimpica                                                                | Olimpiadi 2020 - 1º turno                                                              | -                                                                                      |                                                                                        |
| 31-7-2021                                                                              | Rifu                                                                                   | Spagna olimpica                                                                        | 5 – 2 dts                                                                              | Costa d'Avorio olimpica                                                                | Olimpiadi 2020 - Ottavi di finale                                                      | -                                                                                      |                                                                                        |
| Totale                                                                                 |                                                                                        | Presenze                                                                               | 4                                                                                      |                                                                                        | Reti                                                                                   | 0                                                                                      |                                                                                        |

## Palmarès

### Nazionale
- Coppa d'Africa: 1

Costa d'Avorio 2023